# André Zoch
André Zoch (* 1969 in Wuppertal) ist ein deutscher Film- und Fernsehproduzent; er erhielt eine Grimme-Preis-Nominierung für Das Leben der Philosophen.

## Leben
Nach einem Studium der Kultur- und Kommunikationswissenschaft übernahm Zoch zunächst Aufgaben in der Regieassistenz, Aufnahmeleitung und Produktionsleitung. In Köln arbeitete er für Friedrich Küppersbusch an dem TV-Magazin „Privatfernsehen“. Mit der Reihe „Harter Brocken“ mit Aljoscha Stadelmann als Hauptdarsteller und Drehbuchautor Holger Karsten Schmidt hat André Zoch mit Stephan Wagner als Regisseur eine der erfolgreichsten ARD-Produktionen der letzten Jahre etabliert. Zu seinen weiteren Erfolgen gehört die Neuauflage des ZDF-Klassikers „Ein Fall für Zwei“ und die Body Switch Komödie „Seitenwechsel“, den Warner Bros. 2016 ins Kino gebracht hat. Davor hat André Zoch einige Jahre die Tatort Reihe „Lena Odenthal“ betreut und zahlreiche weitere Fernsehfilme produziert wie die Grimme nominierte Komödie „Das Leben der Philosophen“ in der Regie von Holger Haase oder den Thriller „Der Kronzeuge“ mit Tobias Moretti in der Hauptrolle unter der Regie von Johannes Grieser.

## Filmografie (Auswahl)
- 2021: Tatort: Neugeboren
- 2021: Tatort: Und immer gewinnt die Nacht
- 2022: Tatort: Liebeswut
- 2023: Der Greif (Fernsehserie)